# Улица Ранна
Улица Ра́нна, также Ра́нна-те́э и Ра́нна те́э (эст. Ranna tee — Пляжная улица) — улица в Таллине, столице Эстонии. 

## География
Проходит в микрорайоне Меривялья городского района Пирита. Начинается от перекрёстка улиц Меривялья и Вана-Меривялья. Являясь продолжением улицы Меривялья, идёт параллельно морскому побережью, затем поворачивает на север и становится границей между Таллином и деревней Мийдуранна. Заканчивается на перекрёстке с улицей Хыбекуузе.
Протяжённость — 1213 м.

## История
Улица получила своё название в 1924 году. В переводе с эстонского ′ranna′ имеет такие значения, как  «береговая», «прибрежная», «пляжная».

## Застройка
Улица в основном застроена частными жилыми домами 1960—1970-х годов. Многие дома, расположенные вдоль улицы Ранна, имеют регистрационные номера пересекающихся с ней улиц: Выра, Ляэне, Тууле и др..
Постройки 2010-х годов:
- Ranna tee 3 — ресторан «NOA», построен в 2014 году;
- Ranna tee 46A — магазин «Miiduranna Coop», построен в 2014 году;
- Ranna tee 46A/1, 46A/2, 46A/3, 46A/4 — квартирные жилые дома, построены в 2014 году;
- Ranna tee 50 — двухэтажный офисно-жилой дом, построен в 2016 году; квартиры расположены на втором этаже.

## Общественный транспорт
По улице курсируют городские автобусы маршрутов № 1 и 49.

Улица Ранна
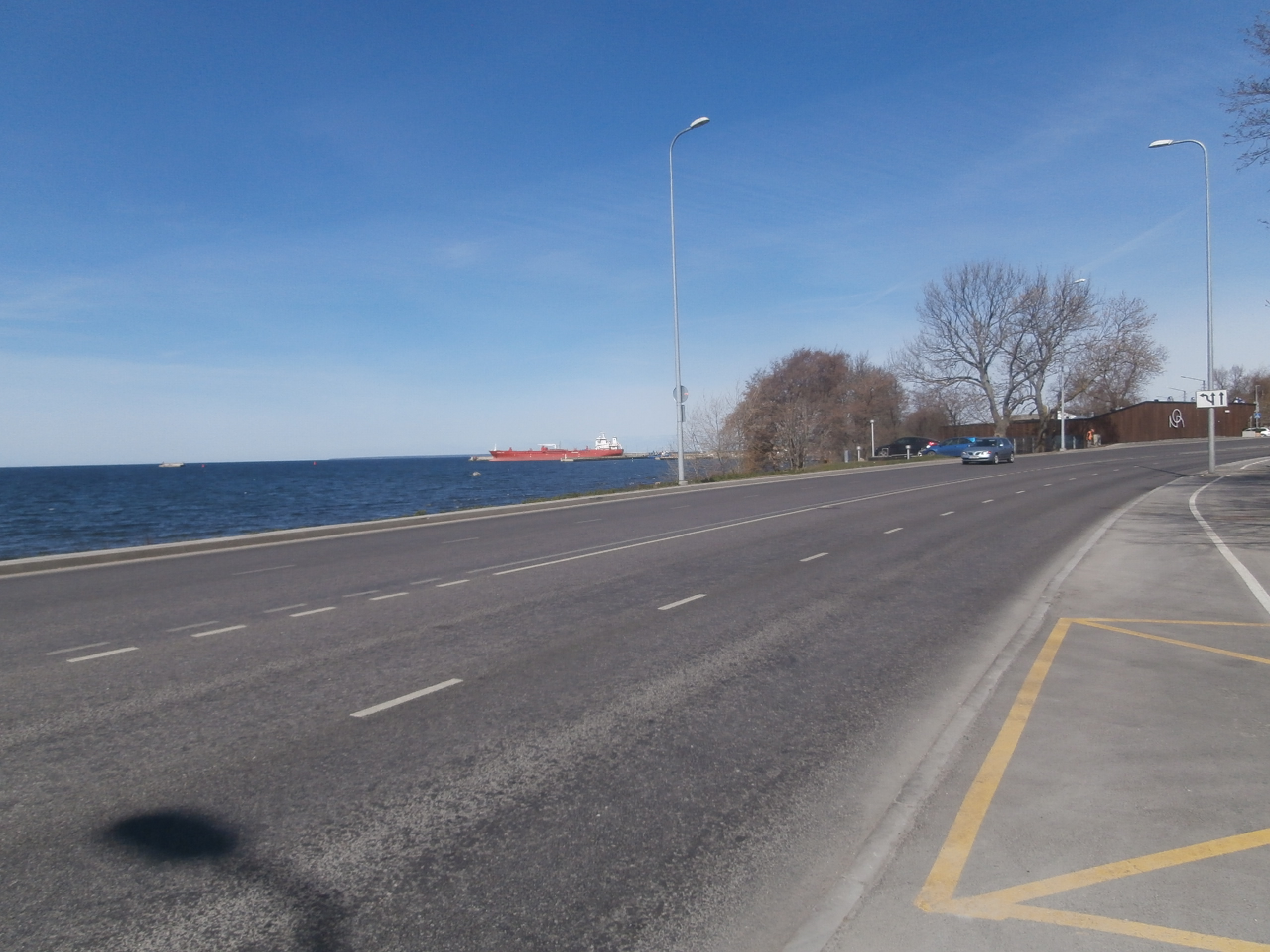
Вид с улицы на порт Мидуранна и ресторан «NOA»
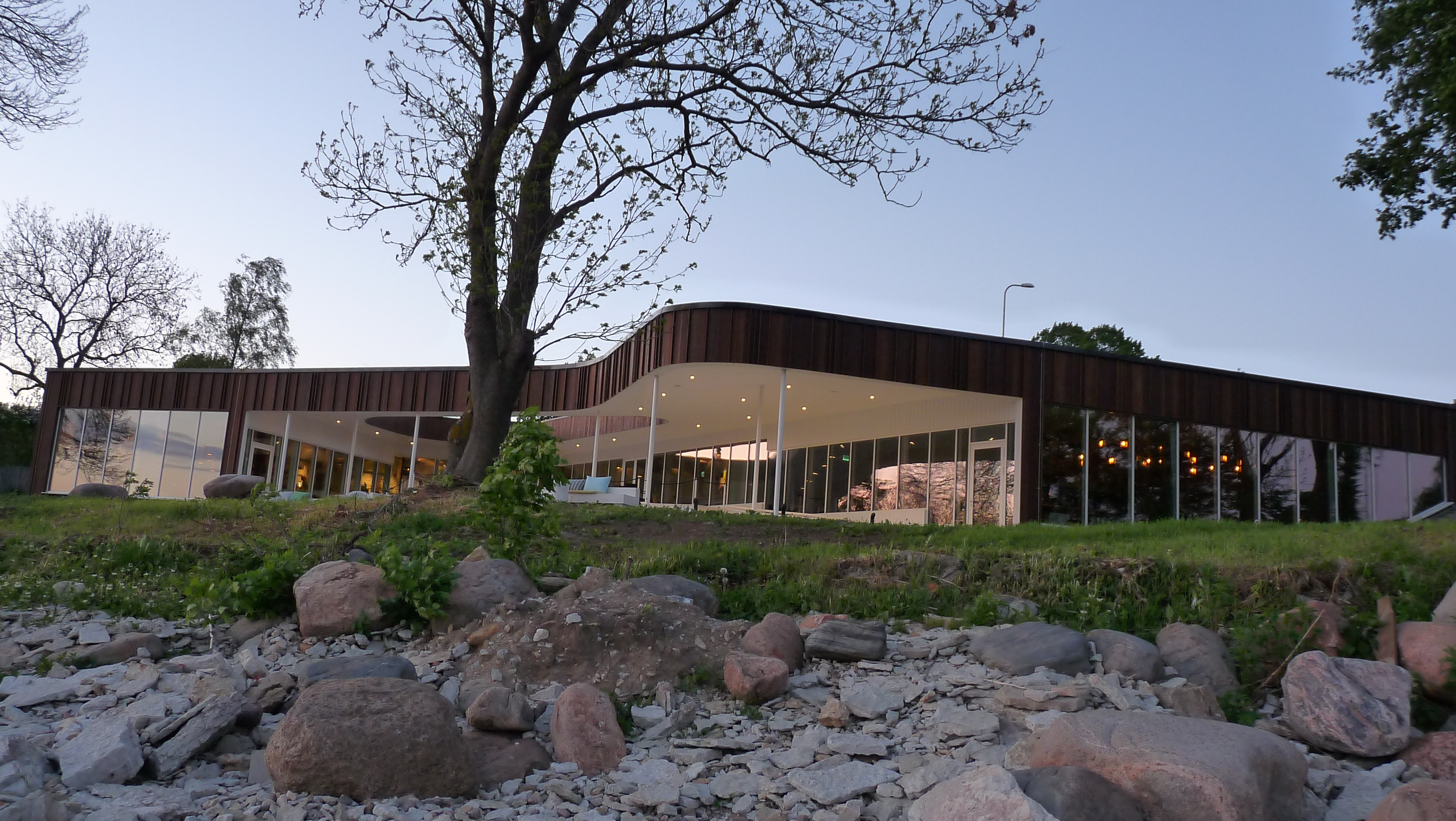
Ресторан «NOA»
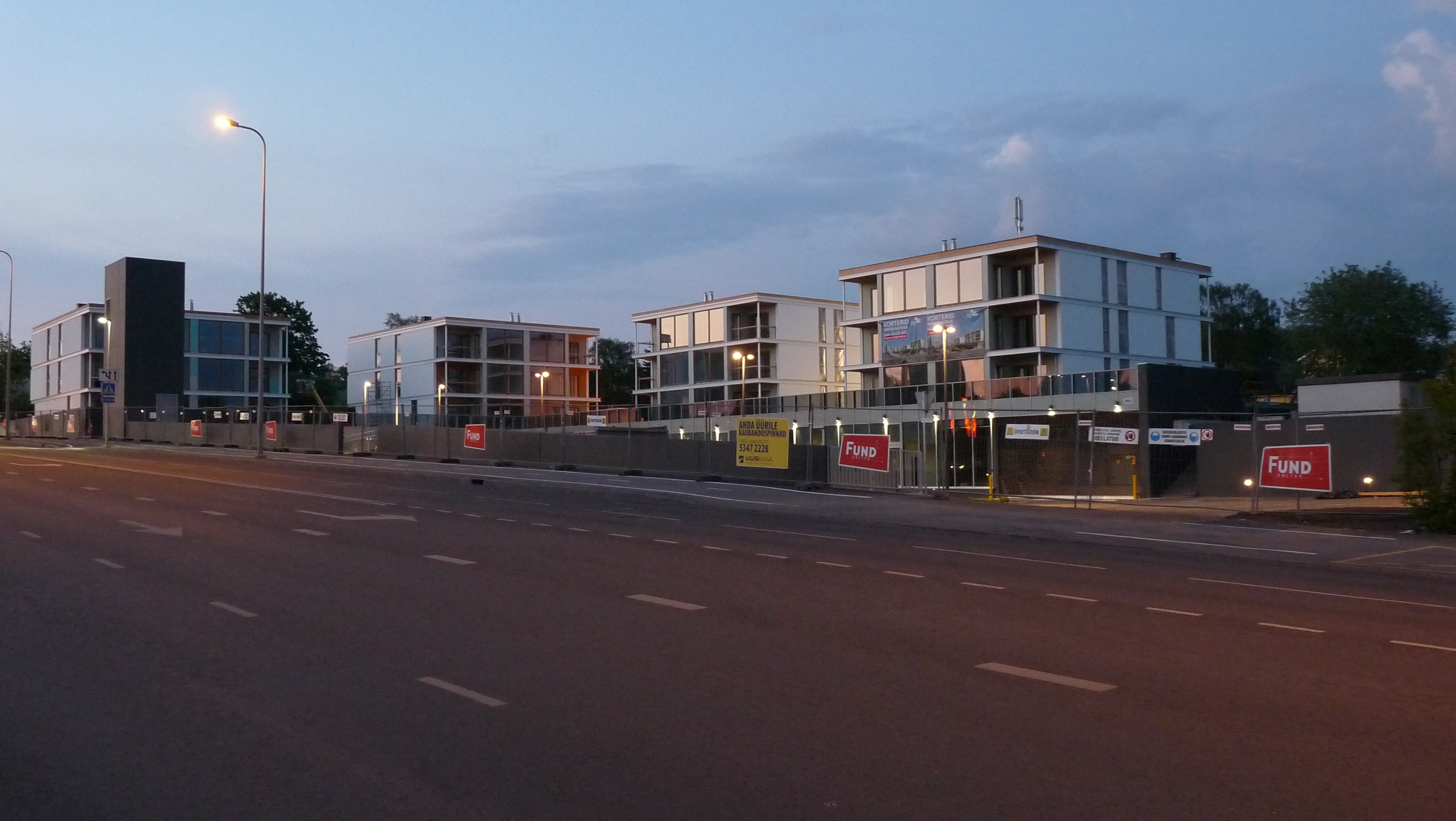
Строительство жилых домов 46А, 2014 год
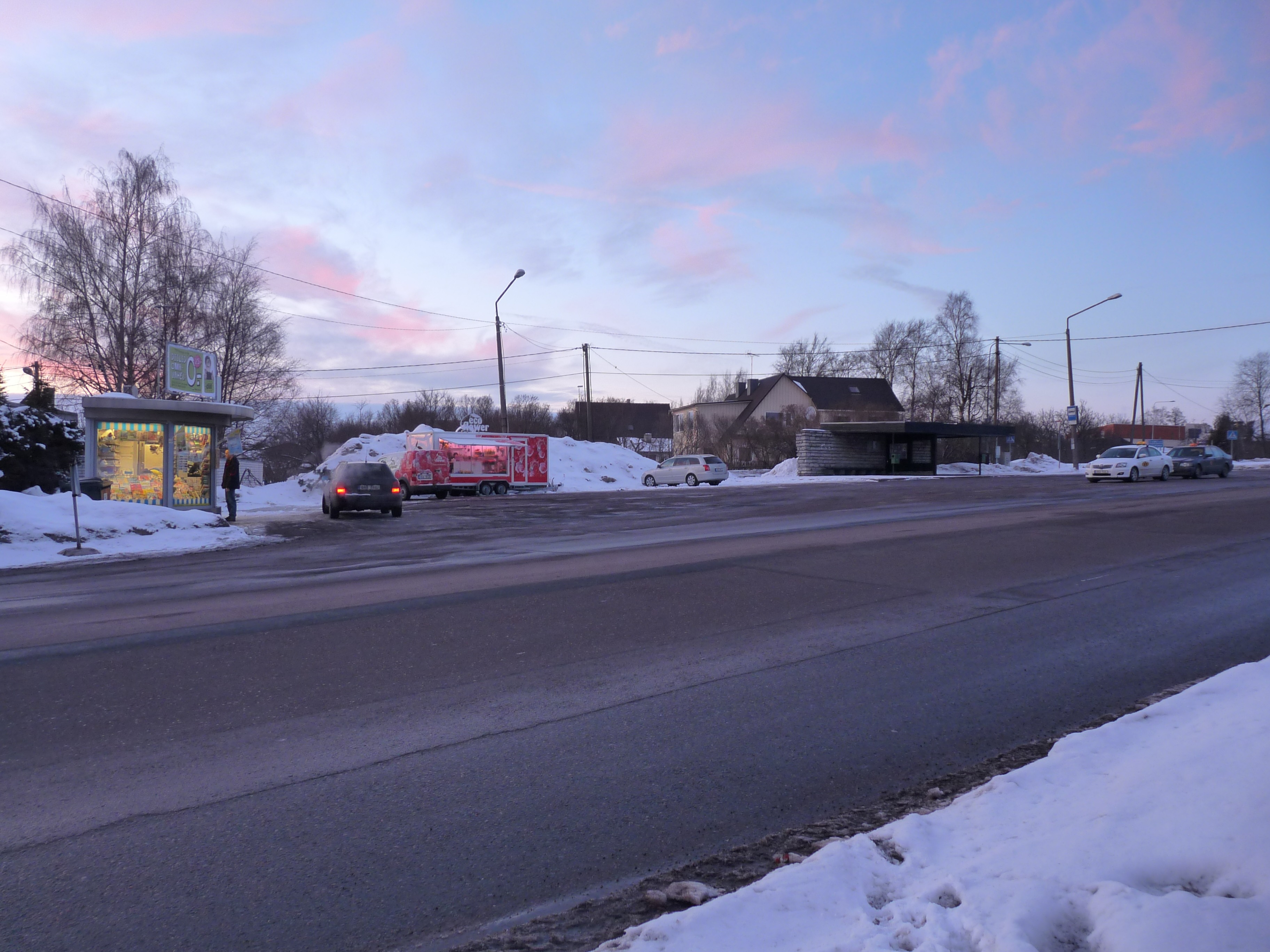
Автобусная остановка «Merivälja»